# Iuri Solomin
Iuri Mefodievici Solomin (în rusă Ю́рий Мефо́дьевич Соло́мин; n. 18 iunie 1935, Cita, RSFS Rusă, URSS – d. 11 ianuarie 2024, Moscova, Rusia) a fost un actor și regizor rus, care a fost director artistic al Teatrului Mic din Moscova (din 1988) și ministru al culturii al RSFS Ruse (1990-1991).

## Biografie
S-a născut în 1935 într-o familie de muzicieni profesioniști. A urmat studii la Școala Superioară de Artă Dramatică Mihail Șcepkin din Moscova în perioada 1953-1957. Și-a început cariera de actor în 1957 la Teatrul Mic din Moscova (Малый театр) mai întâi în roluri mici, dar a devenit destul de repede cunoscut. A fost aclamat în rolurile: Hlestakov din piesa Revizorul a lui Gogol (1966), țarul Feodor în Țar Feodor Ioannovici (1976), Slavin în serialul TV TASS Is Authorized to Declare... (1984), Nicolae al II-lea în Az Vosdam... (1990) și Famusov în Wit Works Woe (2000). Începând din 1961 a predat la Școala de teatru Mihail Șcepkin, fiind avansat în 1986 la gradul de profesor. Din 1988 a fost director artistic al Teatrului Mic din Moscova.
Solomin a debutat în film în 1960 cu un rol în Bessonnaia noci. A considerat că această experiență nu este suficient de răsplătită și a jucat doar pe scena teatrului în următorii ani. Pe la mijlocul anilor 1960 devenise celebru și i s-au oferit roluri în numeroase filme sovietice, dar a refuzat majoritatea ofertelor. A apărut totuși în câteva seriale de televiziune. Cu toate acestea, Solomin a jucat în câteva filme, interpretând, spre exemplu, rolul căpitanului Kolțov în filmul Adjutantul Excelenței sale (Адъютант его превосходительства) (1970) al lui Evgheni Tașkov.
Calitățile lui Solomin (marele talent artistic și inteligența) l-a făcut pe cineastul japonez Akira Kurosawa să-l considere potrivit pentru rolul unui militar cu o educație de om de știință, iar actorul rus a obținut rolul căpitanului Arseniev în coproducția sovieto-japoneză Vânătorul din taiga (1975), regizată de Akira Kurosawa, care a obținut un mare succes pe plan internațional și i-a adus actorului o decorație japoneză pentru contribuție remarcabilă la cultura universală (1993). Solomin s-a făcut remarcat, de asemenea, într-unul dintre rolurile principale din Le Chemin des torments, realizat în 1977 după romanul lui Aleksei Tolstoi, și s-a distins și ca regizor.

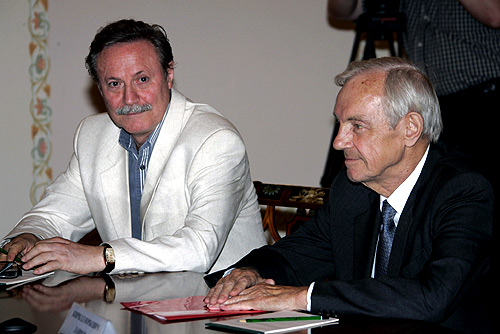
Iuri Solomin și Kirill Lavrov, 2005

Iuri Solomin a îndeplinit funcția de ministru al culturii al RSFS Ruse în perioada 1990-1991. La 11 martie 2014 a semnat un apel al oamenilor de cultură din Federația Rusă în sprijinul politicii președintelui rus Vladimir Putin în Ucraina și Crimeea. În decembrie 2015 a sprijinit politica lui Vladimir Putin cu privire la Ucraina și la anexarea Crimeei.
A fost membru al Uniunii Cinematografice Ruse, membru al comitetului de redacție al Enciclopediei Ortodoxe (Православная энциклопедия), președinte al Asociației Teatrelor Dramatice Ruse, președinte al Fundației Catedralei Sfântul Vasile din Moscova.
Fratele său mai mic, Vitali Solomin (1941–2002), a fost, de asemenea, un actor cunoscut.

## Filmografie selectivă
- 1966: Adjudant de son Excellence (Адъютант его превосходительства), regizat de Evgheni Tașkov - căpitanul Kolțov
- 1967: Serdtse materi, regizat de Mark Donskoi
- 1968: Le Printemps sur l'Oder (Весна на Одере), regizat de Lev Saakov - căpitanul Aleksandr Meșcerski
- 1969: Cortul roșu, regia Mihail Kalatozov - Troiani
- 1971: Dauria, regizat de Viktor Tregubovici
- 1975: Vânătorul din taiga, regizat de Akira Kurosawa - căpitanul Vladimir Arseniev[17]
- 1977: Le Chemin des tourments după Aleksei Tolstoi - Ivan Teleghin
- 1979 Valsul absolvenților (Школьный вальс/Școlnîi vals), regia Pavel Liubimov
- 1991: Anna Karamazoff, regizat de Rustam Hamdamov
- 2004: Une saga moscovite, serial TV regizat de Dmitri Barșcevski - Boris Gradov

## Premii și distincții
- Premiul pentru activitate studențească la Bratislava (Slovacia) și Kobe (Japonia)
- Premiul de Stat „Frații Vasiliev” al RSFSR (1971) - pentru rolul căpitanului Kolțov în filmul The adjutant of his excellency (1969)
- Artist emerit al RSFSR (1971)
- Premiul KGB (1984, pentru rolul său din TASS is authorized to state ...)
- Ordinul Prietenia popoarelor (1985)
- Artist al poporului din URSS (1988)
- Ordinul Academiei de Arte a Japoniei „pentru contribuția sa la cultura universală” (nr. 199) (1993)
- Artist al poporului din Kârgâzstan (1996)
- Artist de onoare al Republicii Mari El
- Premiul „Berbecul de Aur” pentru contribuția sa deosebită la dezvoltarea cinematografiei naționale (1996)
- Ordinul de Merit pentru Patrie;
  - cl. a IV-a (29 mai 1995)
  - cl. a III-a (25 octombrie 1999)
  - cl. a II-a (18 iunie 2005)
  - cl. I (29 iunie 2015)
- Premiul de Stat al Federației Ruse (2001)
- Premiul teatral internațional Stanislavski - pentru rolul Famusov din piesa Woe from Wit (2001)
- Premiul Kuzbass (2007)
- Premiul „Omul anului 2008” (Institutul Biografic Rus)
- Membru de onoare al Academiei de Arte a Rusiei
- Membru corespondent al Academiei de Educație a Rusiei (1992)
- Medalia „În memoria celei de-a 1000-a aniversări a orașului Kazan” (2009)
- Premiul Serviciului Federal de Securitate pentru crearea unei imagini bune personalului din domeniul securității de stat în industria națională de film (2010)
- Ordinul de Onoare (2010)
- Ordinul Sfântul Cneaz Daniel al Moscovei (Biserica Ortodoxă Rusă)
- Medalia „Gloria Citei” (nr. 1) [18]
- Ordinul Soarelui Răsare, clasa a III-a (Japonia, 2011)
- Medalia comemorativă „150 de ani de la nașterea lui Anton Cehov” (2011)
- Asteroidul 10054 Solomin a fost numit în onoarea lui

## Legături externe
- Iuri Solomin la Internet Movie Database